# دانیل سولوماخا
دانیل سولوماخا (اوکراینی: Даніїл Дмитрович Соломаха؛ زادهٔ ۱۲ ژوئن ۱۹۹۶) بازیکن فوتبال اهل اوکراین است.
از باشگاه‌هایی که در آن بازی کرده‌است می‌توان به باشگاه فوتبال دینامو کی‌یف و باشگاه فوتبال متالیست خارکوف اشاره کرد.
وی همچنین در تیم‌های ملی فوتبال Ukraine national under-16 football team و Ukraine national under-17 football team بازی کرده‌است.